# Acrogomphus fraseri
Acrogomphus fraseri – gatunek ważki z rodziny gadziogłówkowatych (Gomphidae).